# Penilikan/Mitra Ogan
Penilikan/Mitra Ogan is een bestuurslaag in het regentschap Ogan Komering Ulu van de provincie Zuid-Sumatra, Indonesië. Penilikan/Mitra Ogan telt 2287 inwoners (volkstelling 2010).